# Азиатские игры в помещениях
Азиатские игры в помещениях — спортивное состязание, проводившееся каждые два года среди атлетов из азиатских стран под патронажем Олимпийского совета Азии. Первые Азиатские игры в помещениях были проведены в 2005 году в Бангкоке (Таиланд).
В Азиатских играх в помещениях проводили соревнования по тем видам состязаний, которые не входят в олимпийскую программу, но при этом имеют достаточную зрелищность для того, чтобы заинтересовать телевидение, и не являются видами спорта, по которым проводятся соревнования в рамках Азиатских игр или Зимних Азиатских игр. В программу Игр обычно входило 6—8 видов состязаний с высокой зрелищностью — такие, как киберспорт, экстремальные виды спорта, аэробика, акробатика, лёгкая атлетика в закрытых помещениях, спортивные танцы, футзал, хоккей на роликовых коньках, плавание в ластах, плавание на дистанцию 25 м. На Играх-2007 состоялась первая крупная апробация FIBA 3x3 — формализованной версии уличного баскетбола, в которой соревнуются команды численностью по 3 человека.
В 2013 году Азиатские игры в помещениях были объединены с Азиатскими играми по боевым искусствам в единое мероприятие — Азиатские игры по боевым искусствам и состязаниям в помещениях.

## Список Игр
| Год  | Игры | Место проведения |
| ---- | ---- | ---------------- |
| 2005 | I    | Бангкок          |
| 2007 | II   | Макао            |
| 2009 | III  | Ханой            |
| 2011 | IV   | Доха             |